# 안티오키아 전례
안티오키아 전례는 안티오키아 총대주교를 중심으로 한 전례 형식이다.
전례의 범주에는 사도적 교회법이 포함된다. 전례 언어는 아람어이며, 사도 베드로와 사도 바울을 첫 대주교로 본다. 멜키트 그리스 가톨릭교회, 시리아 가톨릭교회, 마론파, 안티오키아 그리스 정교회, 시리아 정교회가 따르고 있으며 바빌론 총대주교를 중심으로 한 동시리아 전례와는 다르다.